# Notre-Dame-du-Bon-Conseil
Notre-Dame-du-Bon-Conseil es un municipio parroquial canadiense situado en la provincia de Quebec.

## Superficie
Notre-Dame-du-Bon-Conseil tiene una superficie de 87,49 km².

## Demografía
En 2021, tenía 885 habitantes, una densidad poblacional de 10,1 hab./km², y 409 viviendas.